# Pygommatius alatipes
Pygommatius alatipes är en tvåvingeart som först beskrevs av Scarbrough och Marascia 2003.  Pygommatius alatipes ingår i släktet Pygommatius och familjen rovflugor. Inga underarter finns listade i Catalogue of Life.